# Lepetella tubicola
Lepetella tubicola är en snäckart som beskrevs av Addison Emery Verrill 1880. Lepetella tubicola ingår i släktet Lepetella och familjen Lepetellidae. Inga underarter finns listade i Catalogue of Life.